# Николай (Алексеев)
Николай (в миру Алексей Алексеев; 21 января 1869, Выборг, Российская империя — 23 апреля 1952, Аргентина) — священнослужитель католической церкви, архимандрит, участник Русского апостолата.

## Биография
Родился в семье офицера Двинского полка. Учился в классической гимназии, далее окончил шведский лицей в Гельсингфорсе. В двадцатилетнем возрасте поступил в монастырь Сергиева Приморская пустынь. В 1897 году встречался с Иоанном Кронштадтским.
В июле того же года в сане иеродиакона вместе с архимандритом Амвросием (Гудко) и псаломщиком А. Красиным назначен в новоучредённую Русскую духовную миссию в Корее. После проведения подготовки и сбора средств они в начале 1898 года направились к месту назначения, однако в Корее произошел ряд политических событий, неблагоприятных для России. Русские подданные стали уезжать из Кореи. По предложению российского поверенного в делах в Корее, члены Русской духовной миссии должны были на время поселиться в Уссурийском крае в ожидании более благоприятных обстоятельств. Архимандрит Амвросий остановился в Новокиевске, но вскоре был отозван в европейскую часть России. Псаломщик Красин временно поступил на государственную службу, и только иеродиакон Николай продолжал терпеливо ждать перемены к лучшему. Наконец в начале 1899 года корейское правительство разрешило ему обосноваться в Сеуле.
С 1901 года — иеромонах, в 1903 году, в сослужении с начальником Миссии, принял участие в освящении Никольского храма в Сеуле. В связи с вынужденным перерывом в работе Миссии с 1904 года по 1908 год из-за русско-японской войны Алексеев переехал в Китай, где нашёл приют в Шанхае при отделении Русской православной миссии.
В 1918 году, получив приглашение от епископа Петропавловского Нестора (Анисимова приехал на Камчатку, где после отъезда правящего епископа, с 1922 года игумен Николай (Алексеев) исполнял должность благочинного и настоятеля кафедрального собора в Петропавловске.
Вскоре вновь вернулся в Китай, жил в Харбине, где 13/26 ноября 1925 года Указом Архиерейского Синода Русской Православной Церкви Заграницей …в ознаменование его заслуг в деле насаждения христианской веры, о. Николай был возведен в сан архимандрита и направлен в г. Цинанфу в Восточном Китае для обслуживания тамошней русской колонии и русского военного отряда при китайской национальной армии.
В 1928 году в Пекине Апостольский делегат архиепископ Константини в ответ на просьбу Алексеева присоединил его к Католической Церкви. Дальнейшее служение архимандрит Николай проходил в структурах Харбинского апостольского экзархата Российской католической церкви византийского обряда, сначала в Маньчжурии, затем — в основанном им при католической миссии в Шанхае приходе в честь Святителя и Чудотворца Николая.

(Миссия) Восточного обряда в Шанхае… состоит приблизительно из 200 человек и одного архимандрита Николая Алексеева, перешедшего из православия.— Николаев К. Н. Восточный обряд.
С 1930 года в помощь Алексееву прибыл священник Диодор Колпинский. В Шанхае действовали католические структуры: Интернат св. Михаила для мальчиков и Приют св. Софии для девочек. Здесь же была основанная иезуитами миссия для работы среди русских эмигрантов, её работой руководил Венделин Михайлович Яворка и служили Иоанн Мильнер и Феодор Вилькок. В 1947 году Алексеев вместе со многими представителями русской диаспоры переехал в Аргентину. 

Проездом из Шанхая в Бельгию и дальше в Южную Америку, в Париже остановился на несколько дней архимандрит Николай, который сообщил много интересных сведений о положении русских в Китае. Сейчас там наступает период безвластия, так как иностранные концессии уничтожены и европейские войска выведены. Поэтому начался массовый отъезд русских, как в Америку, так и в Австралию.— Хроника церковной жизни
Община русских католиков в Буэнос-Айресе (ныне в составе Ординариат Аргентины для верных восточного обряда), организованная в приходе Петра и Павла, торжественно отметила пятидесятилетний юбилей архимандрита Николая Алексеева 15 июля 1951 года. В это же время в помощь настоятелю прибыл священник Георгий Коваленко.
Похоронен Алексеев на кладбище монастыря Сан-Мигель, Колегио Максимо.